# Social Text
Social Text est une revue à visée scientifique publié par Duke University Press. Depuis sa fondation sous la férule d'un comité éditorial indépendant en 1979, ce journal s'est intéressé à différents phénomènes sociaux et culturels, interpelant des théoriciens et des intellectuels réputés à publier des articles sur le genre, la sexualité, la race et l'environnement. Pendant son histoire, Fredric Jameson, Cornel West, Andrew Ross, Judith Butler, Laura Kipnis, Ellen Willis, Edward Saïd, Stanley Aronowitz et Gayatri Chakravorty Spivak ont écrit pour ce journal. Voulant repousser les limites des théories sociales, ce journal interdisciplinaire souhaite provoquer et défier à l'aide d'articles rédigés par des personnes critiques en devenir[réf. nécessaire]. 
Social Text est devenu connu en dehors de sa niche intellectuelle en 1996 lors de l'affaire Sokal : Alan Sokal y fit publier un article délibérément absurde, au style amphigourique et pompeux (Transgressing the Boundaries: Towards a Transformative Hermeneutics of Quantum Gravity), qui parodiait le type d'articles que l'on trouvait dans la revue. Les éditeurs de celle-ci reçurent pour cela le prix Ig-Nobel.